# Garden gnomes and goblins
Garden gnomes and goblins is het tweede muziekalbum van MorPheuSz, het is een livealbum. Ron Boots werd gevraagd om muziek te spelen tijdens een tuinfeest. Boots wilde daar iets spelen buiten zijn normale repertoire om. Toen zijn muzikale vrienden daarvan hoorden wilden zij wel meespelen en zo groeide dat tuinfeest uit tot de geboorteplaats van Morpheusz.  

## Musici
- Ron Boots – synthesizers
- Frank Dorittke - gitaar
- Eric van der Heijden – synthesizers
- Harold van der Heijden – percussie

## Muziek
| Nr. | Titel                                        | Duur |
| --- | -------------------------------------------- | ---- |
| 1.  | Garden gnomes and goblins (part 4)           |      |
| 2.  | Garden gnomes and goblins (part 2)           |      |
| 3.  | Garden gnomes and goblins (part 9)           |      |
| 4.  | Garden gnomes and goblins (part 1000-1)      |      |
| 5.  | Garden gnomes and goblins (part 7)           |      |
| 6.  | Garden gnomes and goblins (part who cares!!) |      |
| 7.  | Garden gnomes and goblins (part pizza!!)     |      |